# Crazy Day
Cet article concerne le film basé sur les Beatles, dont le titre original est “I Wanna Hold Your Hand”. Pour la chanson des Beatles, voir I Want to Hold Your Hand.
Pour plus de détails, voir Fiche technique et Distribution.
Crazy Day (I Wanna Hold Your Hand) est un film américain réalisé par Robert Zemeckis et sorti en 1978. Il s'agit du premier long métrage du réalisateur.

## Synopsis

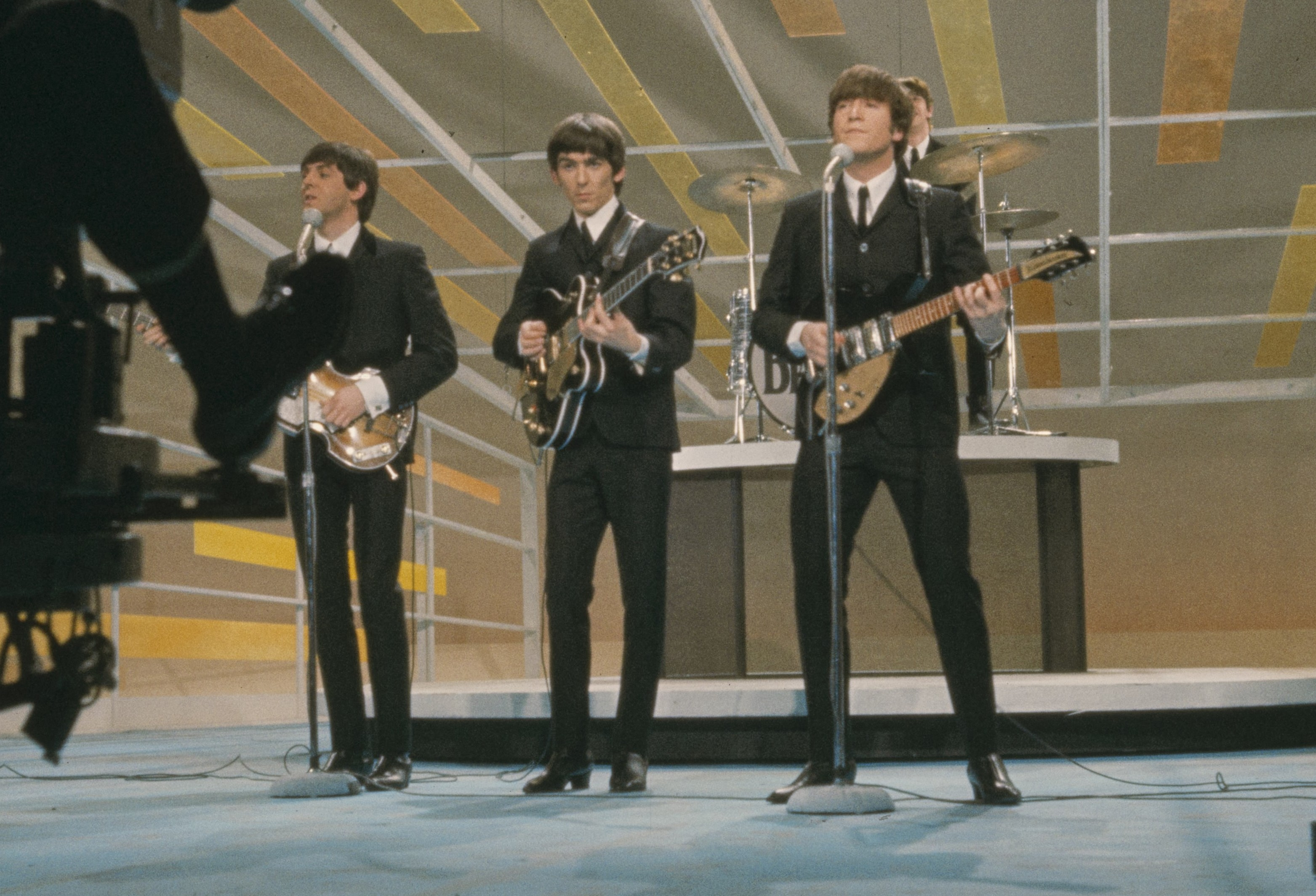
The Beatles dans The Ed Sullivan Show le 9 février 1964

Février 1964 : Ed Sullivan prépare la première apparition sur le sol américain des Beatles dans son émission de télévision, diffusée depuis le studio 50 de CBS à New York.
À Maplewood, New Jersey, Rosie, Grace et Pam se rendent à la boutique de disques locale pour acheter, comme tous les autres jeunes, le dernier disque de leurs idoles. En revanche Janis, une passionnée de musique folk dont le père est propriétaire de la boutique, les déteste ouvertement. Grace veut louer une limousine pour qu'elles puissent se rendre à l'hôtel des Beatles à New York et obtenir des photos exclusives du groupe. Les filles recrutent Larry Dubois, un adolescent timide dont le père est propriétaire de limousines car il est le croque-mort local. Ayant convaincu Janis de les accompagner (car c'est la seule à pouvoir payer l'essence), le groupe part pour New York et est rejoint en cours de route par Tony, un adolescent révolté qui, comme Janis, déteste les Beatles, préférant le rock 'n' roll américain.
À l'aube du 9 février, les six adolescents arrivent à New York. Lorsqu'ils arrivent à l'hôtel, qui est déjà entouré d'adolescents hurlants, Rosie, Grace et Pam se faufilent à l'intérieur, Tony, Janis et Larry les attendant dans la limousine, garée sur le côté de l'hôtel. Une fois, à l'intérieur de l'hôtel, Grace et Rosie prennent un ascenseur de service, tandis que Pam, prise de scrupules car sur le point de se marier, se cache dans un placard de stockage au sous-sol. De là, elle voit les Beatles quitter l'hôtel pour une répétition au studio, avant de se cacher dans un chariot de nourriture qui est emporté dans la chambre des Beatles. Quand elle trouve leurs vêtements et leurs instruments, elle tombe en extase. Lorsque les Beatles reviennent dans leur chambre, elle se cache sous le lit de John. Grace et Rosie n'ont de leur côté pas atteint leur but : Rosie est capturée puis s'échappe et se heurte à Richard Klaus, un autre fan des Beatles qui se cache dans une autre pièce mais bientôt, ils sont tous deux capturés et jetés hors de l'hôtel. Après quoi, ils se querellent et se séparent.
Grace est également attrapée et jetée hors de l'hôtel ; elle décide alors de se rendre au studio où un gardien lui propose de la faire entrer dans les coulisses le soir contre 50 $. Larry demande à Grace de l'accompagner lors de la fête de la St-Valentin mais elle est trop absorbée par sa recherche des 50 $ pour lui répondre. Elle décide alors de prendre la place d'une prostituée qui a rendez-vous avec un client de l'hôtel, au grand désarroi de Larry. Une fois dans la chambre du client, Grace comprend son erreur et se cache dans un placard d'où elle prend des photos du client avec la vraie prostituée qui est arrivée. Elle se découvre alors et fait du chantage au client : elle lui donnera les photos contre 50 $. Il lui donne l'argent mais lui saute dessus. Larry, qui a trop bu au bar de l'hôtel, apparait juste à temps pour assommer le client et se sauver avec Grace. Devant l'hôtel des Beatles, Janis se lie d'amitié avec Peter, un garçon d'une douzaine d'années arborant une coiffure à la Beatles et déterminé à aller au Ed Sullivan Show. Son père, qui a trois billets, refuse de les lui donner à moins qu'il ne se fasse couper les cheveux. Se rendant compte que les Beatles véhiculent eux aussi le genre de transgression sociale en laquelle elle croit, Janis commence à voir le groupe d'une autre manière et recrute Tony pour voler le portefeuille du père contenant les billets. Tony réussit à subtiliser les trois billets pour lui, Peter et Janis. Alors que Janis veut simplement contenter Peter, Tony veut entrer dans le studio pour interrompre la diffusion télévisée. 
Pendant ce temps, Rosie a fini par remporter deux billets en répondant à un quiz radio sur les Beatles. Toujours dans la chambre des Beatles, Pam se fait attraper mais elle est traitée avec gentillesse par leur manager Neil Aspinall, qui y voit un bon moyen de promotion en la faisant interviewer par la presse, avant de lui offrir un billet pour le spectacle. Le fiancé de Pam, Eddie, vient la récupérer mais elle réalise qu'elle n'est pas prête à se marier. Elle rompt avec lui et se rend au studio. 
Rosie et Richard se sont réconciliés et Rosie lui offre son deuxième billet. Ils arrivent au studio où ils retrouvent Pam, Peter, Janis et Tony. Juste avant que les Beatles ne montent sur scène, Tony s'empare d'une hache d'incendie et se rend sur le toit du studio afin de saboter l'émetteur TV pour empêcher la retransmission. Janis le suit et essaie de l'arrêter mais Tony est complètement obnubilé par l'idée de mettre fin à la folie collective provoquée par les Beatles. La foudre le frappe alors et il tombe de l'émetteur. Y voyant un message divin, il renonce à son projet.
Au même moment, Larry gare la limousine dans la ruelle derrière le studio et Grace se dirige vers la porte arrière pour donner les 50 $ au gardien, quand un policier contrôle Larry et se prépare à l'arrêter pour conduite sans permis. Grace revient en arrière et utilise l'argent pour soudoyer le policier afin qu'il laisse Larry partir. Sans argent pour entrer dans les coulisses, Grace est inconsolable mais accepte l'offre de Larry d'aller à la danse. Leur prestation terminée, les Beatles quittent rapidement le studio, mais leur véhicule prend un mauvais virage et se retrouve dans la limousine de Larry. Alors que la foule des fans entourent la voiture, Larry part avec les Beatles sur le siège arrière et Grace réussit enfin à prendre ses photos.

## Fiche technique
- Titre original : I Wanna Hold Your Hand ; Beatlemania et Beatles 4-Ever (titres provisoires)[2]
- Titre français : Crazy Day
- Réalisation : Robert Zemeckis
- Scénario : Robert Zemeckis et Bob Gale
- Musique : The Beatles
- Direction artistique : Peter Jamison
- Décors : John Dwyer
- Costumes  : Rosanna Norton
- Photographie : Donald M. Morgan (de)
- Son : Don Sharpless
- Montage : Frank Morriss
- Production : Tamara Asseyev et Alexandra Rose ; Steven Spielberg (exécutif) ; Bob Gale (associé)
- Société de production : Universal Pictures
- Société de distribution : Universal Pictures
- Pays de production :  États-Unis
- Langue originale : anglais
- Format : Couleur (Technicolor) - 35 mm (Panavision Panaflex) - 1,85:1 - son mono
- Genre : comédie, historique
- Durée : 104 minutes
- Dates de sortie[2] :
  - États-Unis : 21 avril 1978 (New York)
  - France : 3 juillet 1985

## Distribution
- Nancy Allen : Pam Mitchell
- Bobby Di Cicco : Tony Smerko
- Susan Kendall Newman : Janis Goldman
- Marc McClure : Larry Dubois
- Theresa Saldana : Grace Corrigan
- Wendie Jo Sperber : Rosie Petrofsky
- Eddie Deezen : Richard « Ringo » Klaus
- Dick Miller : le sergent Brenner
- Christian Juttner : Peter Plimpton
- Will Jordan : Ed Sullivan
- Read Morgan : M. Plimpton
- Claude Earl Jones : Al
- James Houghton : Eddie
- Michael Hewitson : Neil
- Paul McCartney, John Lennon, George Harrison, Ringo Starr : eux-mêmes (images d'archives)

## Production
C'est Steven Spielberg qui souhaite engager Robert Zemeckis, qui n'a alors jamais réalisé de long métrage. Bien que le film soit un budget modeste, le studio est initialement réticent à engager un metteur en scène si peu expérimenté, notamment après l'échec de Get to Know Your Rabbit (1972) de Brian De Palma.
Le tournage a lieu à Los Angeles (Downtown Los Angeles, Broadway, ...) ainsi qu'à Burbank.

## Bande originale
La bande originale contient 17 chansons des Beatles :
- I Want to Hold Your Hand
- Please Please Me
- I Saw Her Standing There
- Thank You Girl
- Boys
- Twist and Shout
- Misery
- Till There Was You
- Love Me Do
- Do You Want to Know a Secret
- P.S. I Love You
- Please Mr. Postman
- From Me to You
- Money (That's What I Want)
- There's a Place
- I Wanna Be Your Man
- She Loves You

## Autour du film
- Le titre original du film, I Wanna Hold Your Hand, reprend celui d'un des plus grands tubes des Beatles : I Want to Hold Your Hand (1963).
- C'est le premier film de Robert Zemeckis en tant que réalisateur.
- Susan Kendall Newman, qui joue le rôle de Janis, est la fille de Paul Newman et de sa première femme, Jackie Witte.